# بمب‌گذاری اوت ۲۰۱۶ غازی عینتاب
در تاریخ ۲۰ اوت ۲۰۱۶ طی یک حمله انتحاری به یک مراسم عروسی در شهر غازی عینتاب واقع در جنوب شرقی ترکیه، تعداد ۵۱ نفر کشته و ۶۹ نفر زخمی شدند.
رجب طیب اردوغان، رئیس جمهور ترکیه، اعلام کرد که عامل انفجار کودکی ۱۲ یا ۱۴ ساله بوده است.